# Sidi Khellil
Sidi Khellil (em árabe: ﺳﻴﺪي ﺧﻠﻴﻞ) é uma cidade e comuna localizada na província de El Oued, Argélia. Segundo o censo de 2008, a população total da cidade era de 6 547 habitantes.